# Svensk sjuksköterskeförening

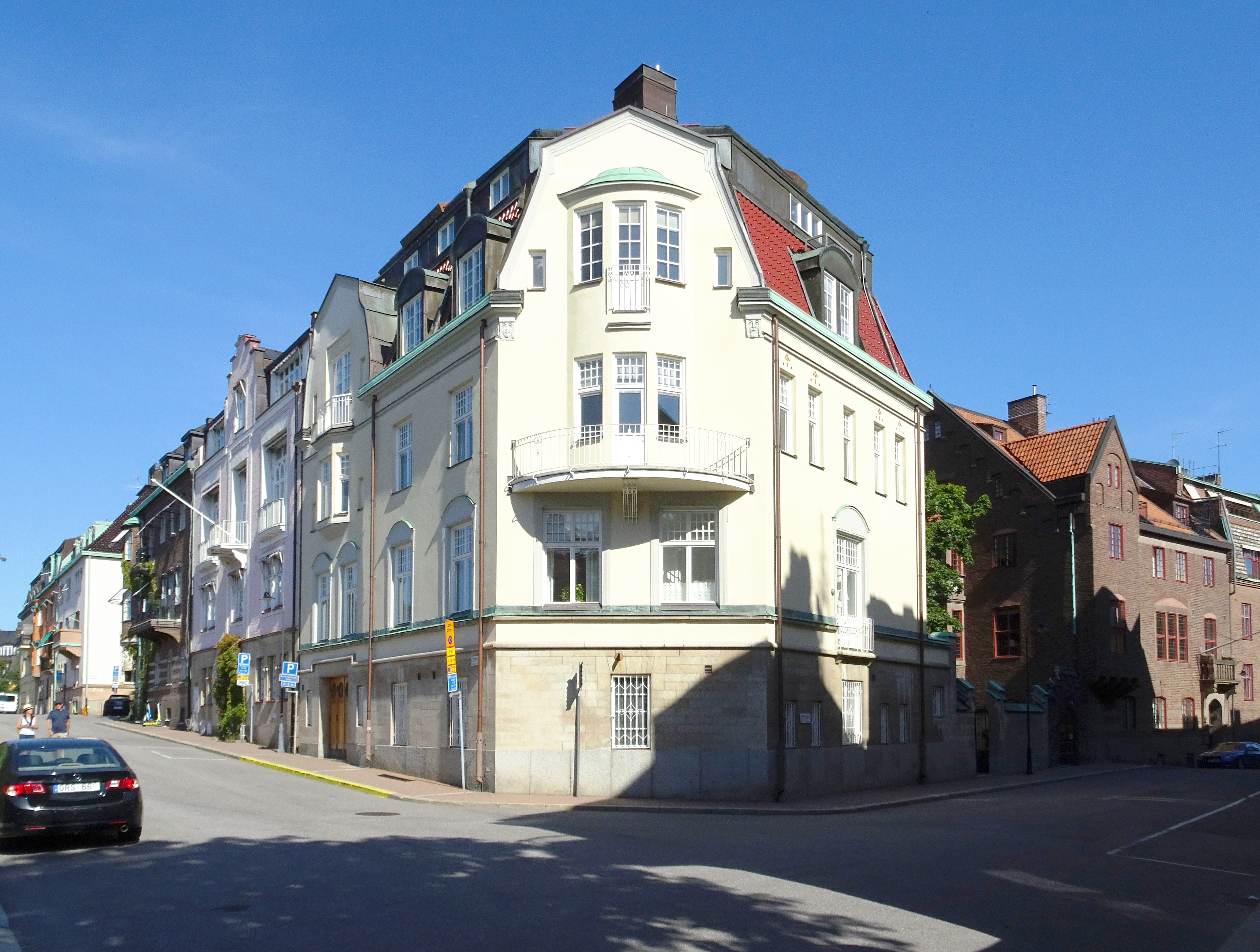
Sjuksköterskornas hus vid Baldersgatan 1.

Svensk sjuksköterskeförening är en svensk yrkesförening för sjuksköterskor, vilken grundades 1910. Föreningen hade 2021 drygt 50 000 medlemmar.
Föreningen huserar sedan 2004 i Sjuksköterskornas hus på Baldersgatan 1 i Lärkstaden i Stockholm. Föreningen ger sedan 2003 ut medlemstidningen Omvårdnadsmagasinet, vilken utkommer sex gånger per år.

## Historik

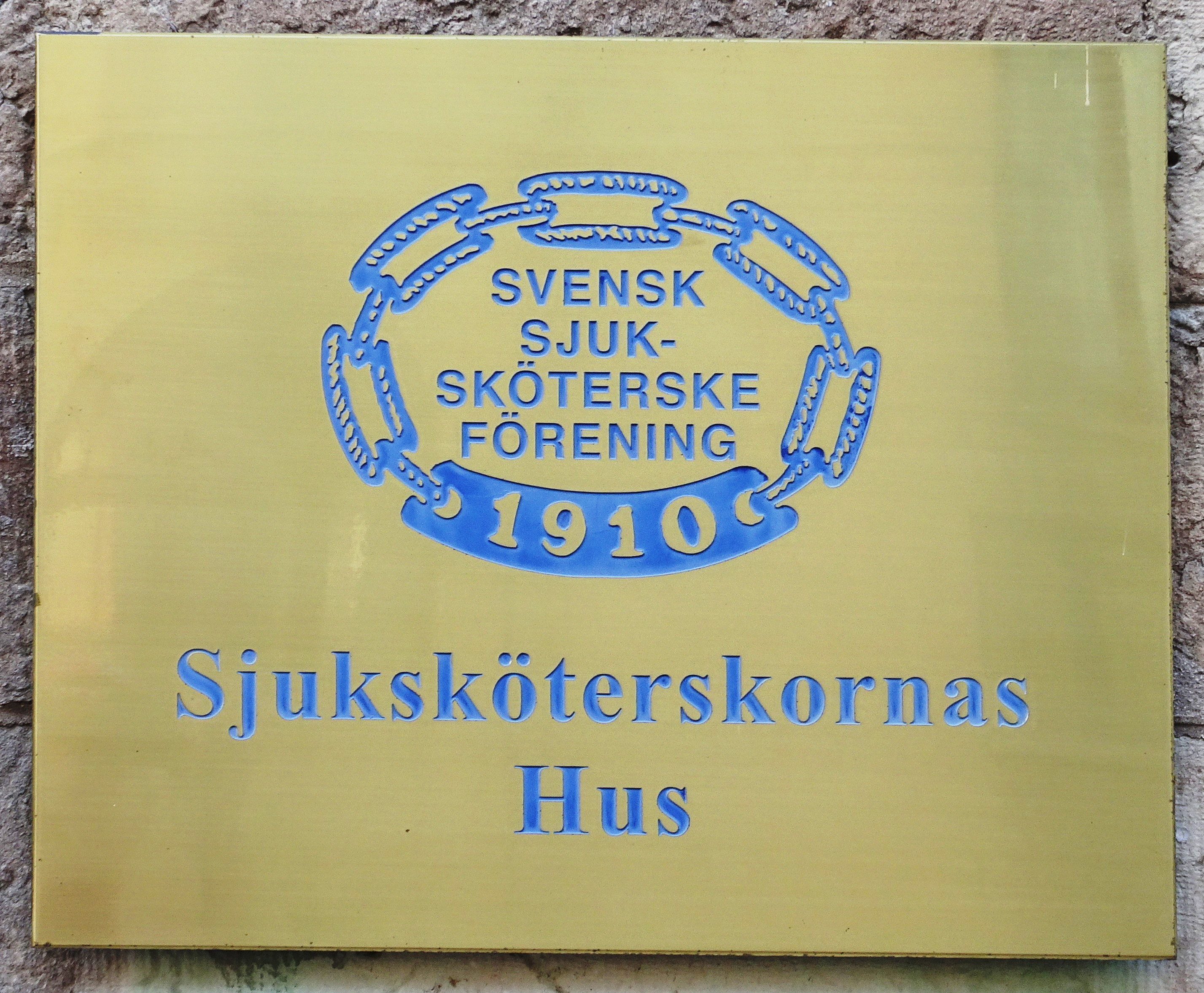
Skylt på Sjuksköterskornas hus.

Svensk sjuksköterskeförening bildades 1910 med Emmy Lindhagen som första ordförande. Vid starten uppgick medlemsantalet till 89 medlemmar, vilket tio år senare hade ökat till 550 medlemmar. I början fungerade föreningen framför allt som en social mötesplats för sina medlemmar, men tidigt anordnades också olika  utbildningar. Redan 1911 genomfördes en repetitionskurs för verksamma sjuksköterskor.
År 1933 utvecklades föreningen till en regelrätt fackförening, vilken engagerade sig i sjuksköterskornas löne- och anställningsvillkor. År 1965 bildade Svensk sjuksköterskeförening tillsammans med ett par andra organisationer den till TCO anknutna förhandlingskartellen Svenska Hälso- och sjukvårdens tjänstemannaförbund (SHSTF, i dag Vårdförbundet). År 1977 fördes all facklig verksamhet över till förhandlingskartellen.
Under 1990-talet kom föreningen att på nytt utvecklas till en renodlad professionsförening och 1999 avskaffades det samtidiga medlemskapet i Svensk sjuksköterskeförening och Vårdförbundet. År 1995 upprättades föreningens vetenskapliga råd.

## Verksamhet
Föreningens primära mål är att patienter och närstående ska erhålla en god och säker vård, genom att bidra till att sjuksköterskors professionella kompetens upprätthålls inom forskning och klinisk verksamhet. Föreningen utgör en aktiv samhällsdebattör och är remissinstans för nationella och internationella frågor med koppling till sjuksköterskeyrket. 
År 2021 hade föreningen 46 underenheter för sjuksköterskor som är intresserade av specialistområden, såsom vård av barn- och ungdomar, smärtvård och vård av äldre. Föreningen anordnar årligen två återkommande konferenser. Den ena kallas "VFU-konferensen", arrangeras i samverkan med svenska lärosäten och har en inriktning främst till sjuksköterskor verksamma som handledare inom verksamhetsförlagd utbildning[förklaring behövs]. Den andra är "Sjuksköterskedagarna", vilken riktar sig till alla yrkesverksamma sjuksköterskor.

## Ordförande
- 1910-1914: Emmy Lindhagen
- 1914-1933: Bertha Wellin
- 1933-1945: Elisabet Lind
- 1945-1960: Gerda Höjer
- 1960-1979: Gerd Zetterström Lagervall
- 1977-1989: Ulrica Croné
- 1990-2002: Anne-Marie Wohlin
- 2002-2006: Birgitta Engström
- 2006-2014: Ania Willman
- 2014-2021: Ami Hommel
- 2021- : Oili Dahl